# 김문수 (배드민턴 선수)
김문수(金文秀, 1963년 12월 29일 ~ )는 전 대한민국 부산광역시 출신 배드민턴 선수이자, 1992년 바르셀로나 하계 올림픽 금메달리스트이다.
현역시절 박주봉 선수와 함께 복식조를 이루어 수많은 대회에서 우승을 일구어 냈다.